# زالیپیه (استان لهستان کوچک‌تر)
زالیپیه (به لهستانی:  Zalipie) یک روستا در لهستان است که در گمینا اولسنو (استان لهستان کوچک‌تر) واقع شده‌است. زالیپیه ۸٫۰۵ کیلومتر مربع مساحت و ۷۴۳ نفر جمعیت دارد.